# Locomotiva FS 269
Le locomotive FS gruppo 269 sono state macchine a vapore con tender di costruzione tedesca e rodiggio 0-3-0 che le Ferrovie dello Stato acquisirono, dopo il 1905, in seguito al riscatto delle reti.

## Storia
Le locomotive del gruppo erano di costruzione tedesca fabbricate dalla Henschel di Cassel e consegnate nel 1883 . Pervennero alle Ferrovie dello Stato in seguito al riscatto della Rete Sicula . Nell'album delle locomotive FS, al 31 dicembre 1914, risultavano immatricolate 5 unità con i numeri FS da 2691-2695.

## Caratteristiche tecniche
Le locomotive furono costruite a vapore saturo, 2 cilindri esterni e a semplice espansione e con il rodiggio 0-3-0 e ruote da 1.510 mm di diametro in vista del loro utilizzo alla trazione di treni viaggiatori.
La caldaia che equipaggiava le unità era lunga 7.032 mm e conteneva un volume d'acqua (misurata a 10 cm sopra il cielo del forno) di 4,8 m³ e un volume di vapore di 2,6 m³; la sua pressione di taratura era di 10 bar ed era in grado di produrre un quantitativo orario di vapore asciutto di 5.800 kg. Il numero di tubi bollitori era di 179, di diametro 50/45 mm, con lunghezza tra le piastre estreme, di 3.930 mm. La superficie di riscaldamento tubiera era di 99,47; la superficie di riscaldamento estesa sulla volta del forno al di sopra della griglia era di 8,4 m². In totale quindi 107,87 m².
Le dimensioni interne massime e minime del corpo cilindrico erano rispettivamente di 1.353 mm e 1.325 di diametro; la lunghezza era di 4,812 m (compresa di camera a fumo).
Il forno, delle dimensioni di 1.968 x 1.050 mm, era alto in media 1.140 mm sul piano della graticola della superficie complessiva di 2,02 m².
Le prestazioni della macchina: lo sforzo di trazione massimo era di 7.100 kg, quello continuo (alla velocità di 30 km/h) di 4.120 kg e quello di spunto all'avviamento, con coefficiente di aderenza 1/7 di 5.750 kg. La ripartizione delle masse per asse era rispettivamente di 14 t per il primo asse motore e di 13,1 t per il secondo e terzo asse.
Il motore delle locomotive era costituito da 2 cilindri del diametro di 450 mm con una corsa degli stantuffi di 650 mm; il vapore era addotto mediante cassetti piani azionati da un meccanismo della distribuzione sistema Stephenson. La velocità massima raggiunta era di 60 km/h, la potenza normale alle ruote motrici sviluppata in continuità ad una velocità di 30 km/h era di 460 hp.
Tutte le locomotive erano dotate di freno automatico ad aria compressa agente sulle sole ruote del tender e di freno a controvapore; anche il freno a mano agiva sulle ruote del tender accoppiato, a 2 assi, della massa totale di 22,5 t con capacità di acqua era di 7,6 m³ e di carbone di 3,5 t.